# Daniel Serwer
Daniel Serwer possuí PhD em história pela Universidade de Princeton, atualmente é professor de gerenciamento de conflitos na Escola de Relações Internacionais da Universidade Johns Hopkins e pesquisador pelo Middle East Institute. Está envolvido em trabalhos de coordenação de esforços na prevenção e pacificação de conflitos étnicos-religiosos no oriente médio.